# Lista światowego dziedzictwa UNESCO w Australii
Lista światowego dziedzictwa UNESCO w Australii – lista miejsc w Australii (w tym Tasmanii) wpisanych na listę światowego dziedzictwa UNESCO, ustanowionej na mocy Konwencji w sprawie ochrony światowego dziedzictwa kulturowego i naturalnego, przyjętej przez UNESCO na 17. sesji w Paryżu 16 listopada 1972 i ratyfikowanej przez Australię 22 sierpnia 1974 roku.
Obecnie (stan na rok 2022) na liście znajduje się 20 obiektów: 4 dziedzictwa kulturowego, 12 o charakterze przyrodniczym i 4 o charakterze kulturowo–przyrodniczym.
Na australijskiej liście informacyjnej UNESCO – liście obiektów, które Australia zamierza rozpatrzyć do zgłoszenia do wpisu na listę światowego dziedzictwa, znajdują się 4 obiekty (stan na rok 2022).

## Obiekty na liście światowego dziedzictwa UNESCO
Poniższa tabela przedstawia australijskie obiekty na liście światowego dziedzictwa UNESCO:
Nr ref. – numer referencyjny UNESCO;
Obiekt – polskie tłumaczenie nazwy wpisu na liście wraz z jej angielskim oryginałem;
Położenie – miasto, stan, terytorium; współrzędne geograficzne;
Typ – klasyfikacja według Komitetu Światowego Dziedzictwa:
- kulturowe (K),
- przyrodnicze (P),
- kulturowo–przyrodnicze (K,P);

Rok wpisu – roku wpisu na listę; rok rozszerzenia wpisu;
Opis – krótki opis obiektu wraz z informacjami o jego zagrożeniu.
| Nr ref. | Obiekt | Zdjęcie | Położenie | Typ                                  | Rok            | Opis |
| ------- | --- | ------- | --- | ------------------------------------ | -------------- | --- |
| 154     | Wielka Rafa Koralowa Great Barrier Reef                                                                                    |         | Queensland 19°20′11,2″S 148°38′01,8″E/-19,336439 148,633839 | P (vii)(viii)(ix)(x)                 | 1981           | Największa na świecie rafa koralowa, położona wzdłuż północno-wschodnich wybrzeży Australii, na Morzu Koralowym. Siedlisko tysięcy gatunków ryb oraz skorupiaków, w tym gatunków zagrożonych wyginięciem, m.in. diugonia i żółwia zielonego. |
| 147     | Park Narodowy Kakadu Kakadu National Park                                                                                  |         | Terytorium Północne 13°05′39,1″S 132°23′31,6″E/-13,094189 132,392119 | K, P (i)(vi)(vii)(ix)(x)             | 1981 1987 1992 | Unikalny obszar pod względem archeologicznym i etnologicznym, zamieszkały nieprzerwanie przez ponad 40 tys. lat. Znajdują się tu liczne malowidła jaskiniowe i rysunki naskalne. Wyjątkowy przykład zespołu ekosystemów, obejmujących mielizny pływowe, terasy zalewowe, niziny i płaskowyże, stanowiące siedliska rzadkich i endemicznych gatunków flory i fauny. |
| 167     | Region Wyschniętych Jezior Willandra Willandra Lakes Region                                                                |         | Nowa Południowa Walia 34°00′00″S 143°00′00″E/-34,000000 143,000000 | K, P (iii)(viii)                     | 1981           | Skamieniałe pozostałości licznych jezior i formacji piaskowych z okresu plejstocenu, a także świadectwa archeologiczne osadnictwa sprzed 60-45 tys. lat. W regionie odkryto również dobrze zachowane skamieliny wielkich torbaczy. |
| 181     | Tasmanian Wilderness |         | Tasmania 42°45′08,9″S 146°03′30,0″E/-42,752469 146,058331 | K, P (iii)(iv)(vi)(vii)(viii)(ix)(x) | 1982 1989      | Region poddany silnemu zlodowaceniu o powierzchni ponad 1 milion ha, na terenie którego znajdują się liczne parki narodowe i rezerwaty. Jedna z ostatnich ostoi lasów deszczowych strefy umiarkowanej. Pozostałości w jaskiniach wapiennych świadczą o osadnictwie przez ponad 20 tys. lat. Krajobraz charakteryzują głębokie wąwozy. |
| 186     | Lord Howe Lord Howe Island Group                                                                                           |         | Nowa Południowa Walia 31°33′00,0″S 159°05′00,0″E/-31,550000 159,083331 | P (vii)(x)                           | 1982           | Odizolowane, oceaniczne wulkaniczne wyspy powstałe w wyniku działalności podwodnych wulkanów na głębokości ponad 2 tys. m. Siedlisko wielu gatunków endemicznych, przede wszystkim ptaków. |
| 368     | Rezerwat lasów deszczowych środkowo-wschodniej Australii Gondwana Rainforests of Australia                                 |         | Nowa Południowa Walia Queensland 28°25′49,4″S 152°40′40,3″E/-28,430389 152,677861 | P (viii)(ix)(x)                      | 1986 1994      | Lasy rozciągające się wzdłuż krawędziowego pasma górskiego na wschodnim wybrzeżu Australii. Znajduje się tu wiele kraterów wulkanów tarczowych. Siedlisko wielu rzadkich i endemicznych gatunków flory i fauny. |
| 447     | Park Narodowy Uluru-Kata Tjuta Uluru-Kata Tjuta National Park                                                              |         | Terytorium Północne 25°18′44″S 131°01′07″E/-25,312222 131,018611 | P (v)(vi)(vii)(viii)                 | 1987 1994      | Park narodowy obejmujący formacje geologiczne górujące nad rozległą równiną piaszczystą w środkowej Australii, m.in. Uluru i Kata Tjuta – święte miejsca Aborygenów. |
| 486     | Wilgotne lasy równikowe w Queensland Wet Tropics of Queensland                                                             |         | Queensland 15°39′00″S 144°58′00″E/-15,650000 144,966667 | P (vii)(viii)(ix)(x)                 | 1988           | Wilgotny las równikowy wzdłuż północno-wschodniego wybrzeża Australii. Wyróżnia się bioróżnorodnością, siedlisko wielu rzadkich i endemicznych gatunków flory i fauny, występuje tu m.in. wiele gatunków torbaczy oraz ptaków śpiewających. |
| 578     | Zatoka Rekina, Australia Zachodnia Shark Bay, Western Australia                                                            |         | Australia Zachodnia 25°30′00″S 113°30′00″E/-25,500000 113,500000 | P (vii)(viii)(ix)(x)                 | 1991           | Rozległa, stosunkowo płytka zatoka Oceanu Indyjskiego, wcinająca się w wybrzeże Australii w miejscu najbardziej wysuniętym na zachód. Zatoka to największe na Ziemi skupisko łąk podwodnych o łącznej powierzchni ponad 4000 km². Siedlisko rekordowej liczby gatunków zwierząt, m.in. diugoni zielonych, butlonosów oraz kilkunastu gatunków rekinów (m.in. żarłacza tygrysiego i rekina wielorybiego). W jej wysoce zasolonych wodach występują licznie stromatolity. |
| 630     | Wyspa Fraser Fraser Island                                                                                                 |         | Queensland 25°00′00″S 153°00′00″E/-25,000000 153,000000 | P (vii)(viii)(ix)                    | 1992           | Wielka Wyspa Piaszczysta – największa piaskowa wyspa na świecie (122 km długości) leży u wschodnich wybrzeży Australii. Wyspę porasta wilgotny las równikowy, występują tu wydmy ruchome, a w głębi lądu znajduje się połowa wszystkich na świecie słodkowodnych jezior wydmowych. |
| 698     | Zespoły skamielin ssaków australijskich (Riversleigh/Naracoorte) Australian Fossil Mammal Sites (Riversleigh / Naracoorte) |         | Queensland 19°02′00″S 138°38′00″E/-19,033333 138,633333 Australia Południowa 37°02′10,0″S 140°47′51,5″E/-37,036111 140,797639 | P (viii)(ix)                         | 1994           | Stanowiska Riversleigh i Naracoorte należą do dziesięciu najważniejszych stanowisk kopalnych na świecie – znalezione tu skamieniałości ilustrują najważniejsze etapy ewolucji fauny australijskiej. |
| 577     | Wyspy Heard i McDonalda Heard and McDonald Islands                                                                         |         | Wyspy Heard i McDonalda 53°05′57,1″S 73°31′19,3″E/-53,099194 73,522028 | P (viii)(ix)                         | 1997           | Wyspy położone ok. 4100 km na południowy zachód od Perth, oddalone o 1700 km od Antarktydy – jedyne na świecie aktywne wyspy wulkaniczne w regionie podbiegunowym. Jeden z niewielu na świecie dziewiczych ekosystemów wyspiarskich. |
| 629     | Wyspa Macquarie Macquarie Island                                                                                           |         | Tasmania 54°36′00″S 158°51′36″E/-54,600000 158,860000 | P (vii)(viii)                        | 1997           | Wyspa położona ok. 1500 km na południowy wschód od Tasmanii, w połowie drogi między Australią i Antarktydą. Wynurzony szczyt grzbietu podmorskiego Macquaire w miejscu, gdzie Płyta indoaustralijska łączy się z płytą pacyficzną. Jedyne miejsce na Ziemi, gdzie płaszcz ziemski wynurza się nad poziom morza. |
| 917     | Region Gór Błękitnych Greater Blue Mountains Area                                                                          |         | Nowa Południowa Walia 33°43′05″S 150°18′38″E/-33,718056 150,310556 | P (ix)(x)                            | 2000           | Region charakteryzujący się wapiennymi płaskowyżami, wąwozami i urwiskami, porośniętymi lasami eukaliptusowymi strefy umiarkowanej. Występuje tu 91 taksonów eukaliptusów. Siedlisko wielu rzadkich i endemicznych gatunków flory, w tym 10% flory naczyniowej Australii. |
| 1094    | Park Narodowy Purnululu Purnululu National Park                                                                            |         | Australia Zachodnia 17°30′00″S 128°30′00″E/-17,500000 128,500000 | P (vii)(viii)                        | 2003           | Park Narodowy Purnululu obejmuje charakterystyczne pasmo Bungle Bungle zbudowane z piaskowców. W wyniku erozji oraz procesów geologicznych, biologicznych i klimatycznych, powstały tu liczne stożki krasowe w kształcie uli o stromych zboczach. Ich powierzchnia poprzecinana jest poziomymi, ciemnoszarymi pasami, utworzonymi z sinic. |
| 1131    | Budynek Wystawy Królewskiej i Ogrody Carlton Royal Exhibition Building and Carlton Gardens                                 |         | Melbourne 37°48′17,0″S 144°58′16,4″E/-37,804728 144,971225 | K (ii)                               | 2005 2010      | Budynek Wystawy Królewskiej wraz z Ogrodami Carlton wzniesiono na potrzeby wystaw międzynarodowych w 1880 i 1888 roku. Gmach wystawy został zaprojektowany przez Josepha Reeda i łączy elementy renesansu bizantyjskiego, romańskiego, lombardzkiego i włoskiego. |
| 166     | Gmach Opery w Sydney Sydney Opera House                                                                                    |         | Sydney 33°51′25″S 151°12′55″E/-33,856944 151,215278 | K (i)                                | 2007           | Gmach opery w Sydney, o charakterystycznym wyglądzie przypominającym muszlę, został zaprojektowany przez duńskiego architekta Jørna Utzona. |
| 1306    | Kolonie karne Imperium Brytyjskiego dla więźniów deportowanych do Australii Australian Convict Sites                       |         | Norfolk 29°03′12″S 167°57′31″E/-29,053333 167,958611 Nowa Południowa Walia 33°48′35″S 150°59′42″E/-33,809722 150,995000 33°52′10″S 151°12′45″E/-33,869444 151,212500 33°22′42″S 150°59′40″E/-33,378333 150,994444 33°50′51″S 151°10′19″E/-33,847500 151,171944 Tasmania 41°37′30″S 147°08′30″E/-41,625000 147,141667 42°34′54″S 148°04′12″E/-42,581667 148,070000 42°53′37″S 147°17′57″E/-42,893611 147,299167 43°08′52″S 147°51′05″E/-43,147778 147,851389 42°59′01″S 147°42′59″E/-42,983611 147,716389 Australia Zachodnia 32°03′18″S 115°45′13″E/-32,055000 115,753611 | K (iv)(vi)                           | 2010           | Jedenaście ośrodków penitencjarnych spośród tysięcy zbudowanych przez administrację Imperium Brytyjskiego na terytorium Australii w wieku XVIII i XIX. Dobrze zachowane przykłady miejsc związanych z zakrojonymi na szeroką skalę deportacjami skazanych i z ekspansją kolonialną Imperium Brytyjskiego, opierającą się na obecności i pracy skazańców. |
| 1369    | Wybrzeże Ningaloo Ningaloo Coast                                                                                           |         | Australia Zachodnia 22°40′00″S 113°39′00″E/-22,666667 113,650000 | K (vii)(x)                           | 2011           | Wybrzeże Ningaloo na zachodnim wybrzeżu Australii wraz z najdłuższą, położoną w pobliżu brzegu rafą koralową. W części lądowej znajduje się rozległy system krasowy wraz z siecią podziemnych jaskiń i kanałów. Co roku u wybrzeża Ningaloo pojawiają się rekiny wielorybie. |
| 1577    | Krajobraz kulturowy wulkanu Budj Bim Budj Bim Cultural Landscape                                                           |         | Wiktoria 38°04′00″S 141°55′00″E/-38,066667 141,916667 | K (iii)(v)                           | 2019           | Krajobraz kulturowy Budj Bim obejmuje świadectwa kultury aborygeńskiej, z jednym z największych i najstarszych na świecie systemem akwakultury sprzed 6600 lat. Aborygeni zbudowali system stawów i pułapek ze skał wulkanicznych dla połowu węgorza australijskiego. |

## Obiekty na australijskiej liście informacyjnej UNESCO
Poniższa tabela przedstawia obiekty na australijskiej liście informacyjnej UNESCO:
Nr ref. – numer referencyjny UNESCO;
Obiekt – polska nazwa obiektu wraz z jej angielskim oryginałem na australijskiej liście informacyjnej;
Położenie – miasto, stan, terytorium; współrzędne geograficzne;
Typ – klasyfikacja według zgłoszenia:
- kulturowe (K),
- przyrodnicze (P),
- kulturowo–przyrodnicze (K,P);

Rok wpisu – roku wpisu na listę informacyjną;
Opis – krótki opis obiektu wraz z informacjami o jego zagrożeniu.
| Nr ref. | Obiekt                                                                                                 | Zdjęcie | Położenie                                                                     | Typ               | Rok  | Opis |
| ------- | --- | ------- | ----------------------------------------------------------------------------- | ----------------- | ---- | --- |
| 5480    | Dziedzictwo światowe Wielkiej Wyspy Piaszczystej Great Sandy World Heritage Area                       |         | Queensland 25°39′00″S 153°00′00″E/-25,650000 153,000000                       | P (vii)(viii)(ix) | 2010 | Rozszerzenie obszaru dziedzictwa światowego Wielkiej Wyspy Piaszczystej o tereny Cooloola, Breaksea Spit, Platypus Bay, Great Sandy Strait, obszar Tin Can Bay i teren wojskowy Wide Bay. |
| 5541    | Lasy deszczowe środkowo-wschodniej Australii The Gondwana Rainforests of Australia World Heritage Area |         | Nowa Południowa Walia Queensland 30°04′15″S 152°18′08″E/-30,070833 152,302222 | P (viii)(ix)(x)   | 2010 | Rezerwat przyrody łączący na swoim terenie parki narodowe z Nowej Południowej Walii i Queenslandu.                                                                                        |
| 6445    | Krajobraz kulturowy Murujuga Murujuga Cultural Landscape                                               |         | Australia Zachodnia 20°34′52″S 116°48′29″E/-20,581000 116,808000              | K (i)(iii)        | 2020 | Krajobraz kulturowy Murujuga obejmuje wyryte w skałach petroglify. Niektóre z aborygeńskich rysunków datowane są na ponad 45 000 lat.                                                     |
| 6524    | Góry Flindersa Flinders Ranges                                                                         |         | Australia Południowa 30°55′12″S 138°37′12″E/-30,920000 138,620000             | P (viii)          | 2021 | Łańcuch górski o długości 430 km. Znajduje się tutaj kopalnia odkrywkowa węgla brunatnego – Leigh Creek.                                                                                  |